# Geranomyia tumidibasis
Geranomyia tumidibasis is een tweevleugelige uit de familie steltmuggen (Limoniidae). De soort komt voor in het Neotropisch gebied.